# Woodhenge

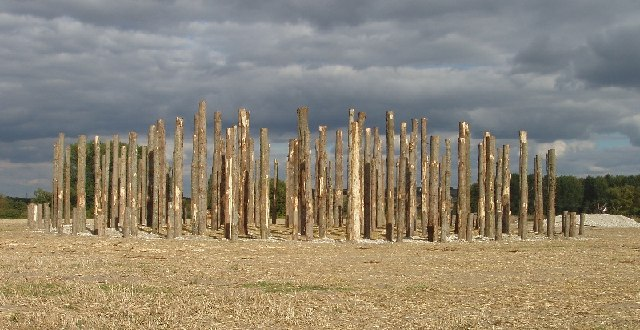
Rekonstruktion des Woodhenge von North Newnton

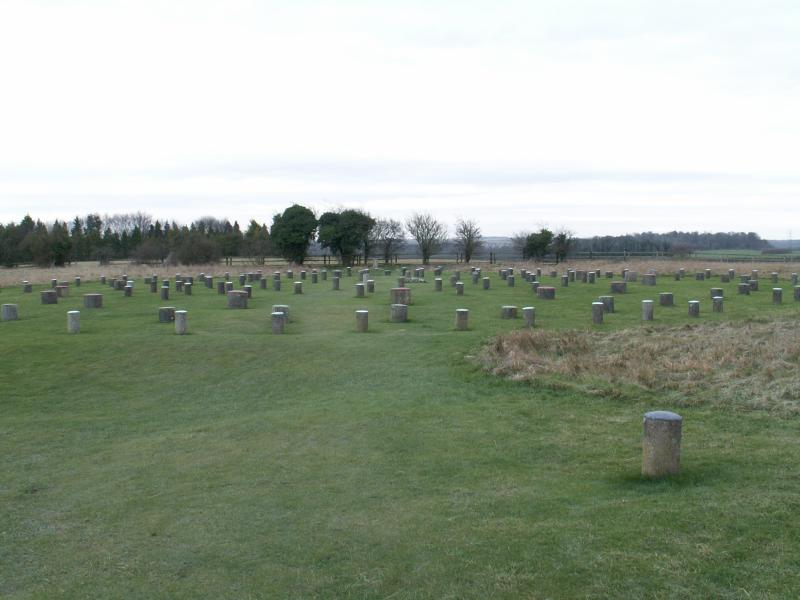
Woodhenge

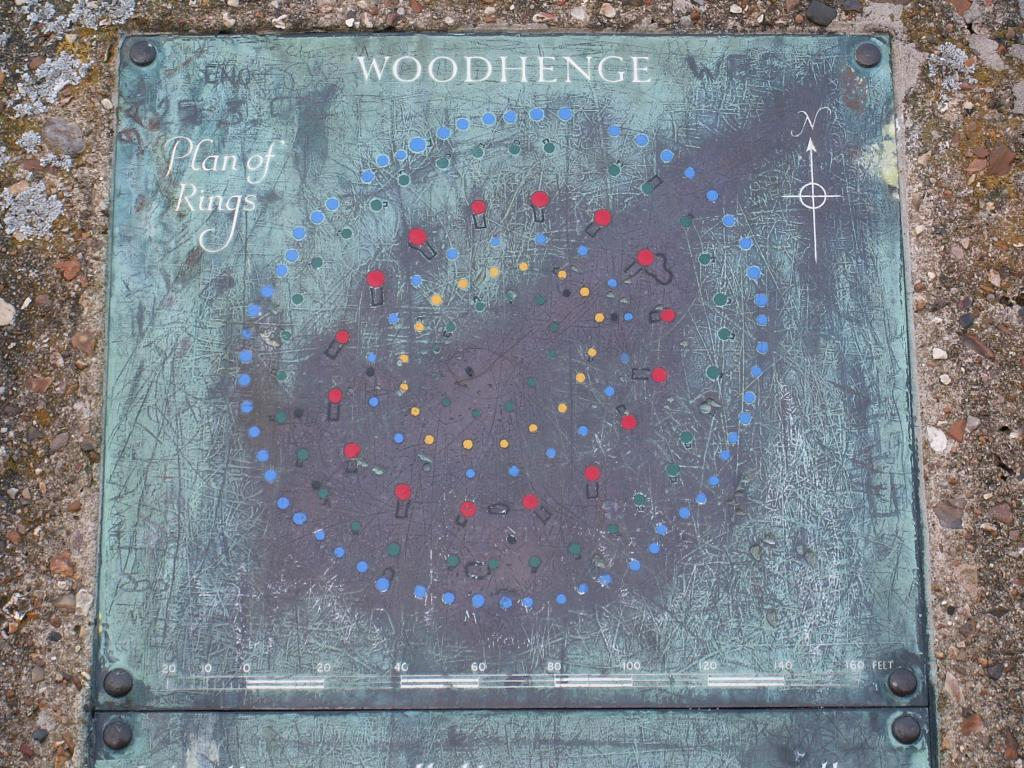
Plan des Woodhenge

Woodhenge ist ein in der Grafschaft Wiltshire, England gelegenes Henge-Monument.
Das nördlich von Amesbury gelegene, in Anlehnung an das nur etwa 3,2 km südwestlich gelegene Stonehenge benannte Woodhenge, wurde vermutlich um das Jahr 2340 v. Chr. errichtet. Datierungen aus den 1970er Jahren deuten allerdings auf ein jüngeres Erstellungsdatum. Im Boden wurden nur die Pfostenlöcher der verrotteten Holzpfähle gefunden, aus denen das Henge-Monument bestand.
Ähnliche Henges mit Pfostenkreis (Woodhenge von Little Catwick) werden seither als Woodhenges bezeichnet.

## Forschungsgeschichte
Woodhenge wurde zwischen 1926 und 1928 durch Maud und Benjamin Cunnington, Kurator des Devizes-Museums, ausgegraben.

## Aufbau
Das Monument war von einem niedrigen Wall (67 m Durchmesser) mit Außen-Graben umgeben und konnte (ebenso wie Stonehenge) durch einen Zugang aus nordöstlicher Richtung betreten werden. Woodhenge ist aus sechs elliptischen Pfostenringen aufgebaut, von denen der größte 44 m Durchmesser hat. Die ovalen Ringe liegen auf der Achse des Mittsommer-Sonnenaufganges. Im Zentrum der Anlage wurde ein Kinderskelett mit zertrümmertem Schädel gefunden.

## Rekonstruktion
Die 168 Pfostenlöcher sind heute durch niedrige Betonpoller markiert. Diese Poller haben je nach dem Ring, zu dem sie gehören, eine andere Farbe (siehe Skizze). Die roten Poller markieren keinen Ring, sondern die ringförmigen Positionen von Bestattungen. Gemäß einigen älteren Rekonstruktionen soll Woodhenge überdacht gewesen sein, heute wird dies allerdings bezweifelt.

## Funde
Es wurden Grooved Ware und Glockenbecherscherben gefunden.
Das Gelände gehört English Heritage und wird von dieser gepflegt. Die UNESCO erklärte das Gebiet von Stonehenge, Avebury and Associated Sites, zu denen Woodhenge gehört, 1986 zum Weltkulturerbe.